# Чудесная страна Оз
«Чудесная Страна Оз» (англ. The Marvelous Land of Oz) — вторая книга американского писателя Лаймена Фрэнка Баума о стране Оз, которая вышла в свет в 1904 году. Это единственная книга из цикла, в которой отсутствует Дороти Гейл.

## Сюжет
Главный герой — мальчик по имени Тип, который, сколько себя помнил, находился под опекой старой ведьмы Момби из страны Гилликинов. Тип недолюбливал старуху, также как и она его, и однажды решил над ней подшутить. Он смастерил человека из дерева и приделал к нему голову из тыквы, вырезав на ней глаза, нос, вечно улыбающийся рот, и назвал человека Тыквоголовым Джеком. Поставив полученное пугало возле дороги, по которой ведьма возвращалась домой, Тип спрятался, предвкушая, как забавно испугается Момби. Но старуху не напугал Тыквоголовый Джек, и, к тому же, она решила испробовать на нём действие Порошка Жизни, который как раз купила у знакомого колдуна. Посыпав этим порошком Джека, Момби оживила его. Тип тут же был заперт ею в доме. В наказание за проделку она решила превратить мальчика в статую, а Тыквоголового Джека оставить прислуживать себе вместо него. Но Тип, не желая дожидаться печальной участи, сбежал ночью, когда Момби крепко спала, и прихватил с собой Джека.

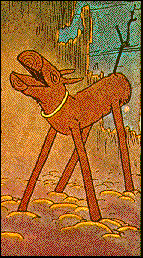
Живые Козлы

Покидая дом Момби, Тип взял с собой корзину ведьмы с находящимся в ней Порошком Жизни. Мальчик принял решение идти в Изумрудный город. По дороге выяснилось, что Тыквоголовому Джеку трудно передвигаться на своих шарнирных ногах, и Типу пришлось оживить Порошком деревянные козлы, которые послужили неплохим конём для Джека. Приказав Живым Козлам с сидевшим на них Тыквоголовым мчаться галопом, Тип сильно отстал от них и потерял из виду.
На подходе к Изумрудному городу мальчик знакомится с девушкой по имени Джинджер, которая, как выяснилось впоследствии, возглавляла армию Повстанцев. Армия состояла исключительно из девушек, вооруженных острыми спицами, и желающих захватить столицу Страны Оз, чтобы присвоить себе все изумруды города. Войдя вместе с Джинджер в город, Тип вновь встретил там коня и Тыквоголового, который уже успел подружиться со Страшилой, правителем Изумрудного города. Поскольку армия Изумрудного города состояла всего из двух солдат, он был захвачен без боя девицами из армии Повстанцев в тот же день. Страшила, Тыквоголовый Джек, Живые Козлы и Тип стали пленниками, запертыми во дворце, Джинджер заняла трон, а её войско занялось разграблением города, выковыривая спицами все изумруды.
Друзья решают бежать из города и просить помощи Железного Дровосека, чтобы освободить город от девиц. Оседлав деревянного коня и дав ему команду мчаться галопом, они в один миг покинули город. Добравшись до Страны Мигунов, они встретились с её правителем Железным Дровосеком, который, послушав их печальную историю, принимает решение немедленно выступать в поход на Изумрудный город, надеясь на то, что его огромный топор напугает девиц и те сдадут город. По дороге они знакомятся с Сильно Увеличенным Высокообразованным Жуком-Кувыркуном  — обыкновенным жуком, который однажды был увеличен до размеров человека благодаря магии профессора одного из университетов Страны Оз. Жук продолжает путь вместе с героями. По дороге друзьям чинит препятствия старая ведьма Момби, которую пригласила на подмогу генерал Джинджер. Но друзья преодолевают все препятствия благодаря Королеве Полевых мышей, старой подруге Страшилы и Железного Дровосека. Подойдя к городу, Страшила прячет в своей соломе дюжину подданных мышей
В городе Повстанцы беспрепятственно пропустили путников прямо во дворец, где они и были хитростью захвачены. Но Страшила выпустил всех мышек, прятавшихся в нём, на волю, и девицы с визгом покинули дворец. Друзья немедленно заперли ворота, и остались одни во дворце, окруженном Повстанцами. Там они приняли решение просить помощи у Глинды, доброй волшебницы Страны Оз. Чтобы беспрепятственно добраться к ней, друзья создают из подручных предметов и головы оленя летающее существо и оживляют его остатками Порошка. Существо, названное Рогачом, не без приключений уносит их в Страну Кводлингов, которой правит Волшебница Глинда. Глинда предлагает им захватить ведьму Момби, которая единственная знает тайну о местонахождении настоящей Правительницы Изумрудного города, чтобы впоследствии, освободив трон от Джинджер, посадить на него законную наследницу.
Момби, оказавшись в плену у Глинды, не без давления выдает тайну, что законная наследница престола, Правительница Изумрудного города принцесса Озма, в раннем детстве была превращена ею в мальчика Типа. Ведьма на глазах у всех превращает Типа обратно в Озму.
Друзья в компании Глинды возвращаются в Изумрудный город, где захватывают Джинджер, распускают её армию и возвращают престол Озме. Изумруды возвращаются на свои места, девицы из армии и Джинджер отпускаются по домам, и в Стране Оз вновь восстанавливается мир и порядок.

## Экранизации
- «Волшебная фея и радиопьесы» (The Fairylogue and Radio-Plays, США, 1908) — фильм, сопровождавшийся театральной частью и проекциями волшебного фонаря. По мотивам книг «Удивительный волшебник из страны Оз», «Чудесная страна Оз», «Озма из страны Оз», «Дороти и Волшебник в стране Оз» и «Джон Дау и херувим[англ.]». Считается утраченным[2].
- «Страна Оз[англ.]» (The Land of Oz, США, 1910) — продолжение фильма «Дороти и чучело в стране Оз». Считается утраченным.
- «Страна Оз» (The Land of Oz, a Sequel to the Wizard of Oz, США, 1932) — короткометражный фильм по первым главам книги. Звук последних эпизодов фильма не сохранился[3].
- «Чудесная страна Оз[англ.]» (The Wonderful Land of Oz, США, 1969).
- «Путешествие обратно в страну Оз[англ.]» (Journey Back to Oz, США, 1972) — полнометражный мультфильм по мотивам книги[2].
- «Возвращение в страну Оз» (Return to Oz, США—Великобритания, 1985) — по мотивам книг «Чудесная страна Оз» и «Озма из страны Оз»[2].
- «В стране волшебника Оза[пол.]» (пол. W krainie czarnoksiężnika Oza, Польша, 1983—1989) — мультсериал (эпизоды 7—13).
- «Удивительный волшебник из страны Оз» (яп. オズの魔法使い, Япония, 1986) — аниме-сериал (эпизоды 18—30).
- «Приключения в Изумрудном городе» (Россия, 1999—2000) — четырёхсерийный мультфильм (эпизоды «Козни старой Момби» и «Принцесса Озма»)[2].